# 개인 유전체
개인 유전체는 한 개인의 총 유전자 정보를 말한다. 각 사람은 30억 쌍의 염기 서열 정보뿐 아니라 약 천만개 정도의 특이한 돌연변이를 가지고 있다. 개인유전체는 한 인간을 결정짓는 궁극적인 정보를 말한다. $1000 개인유전체 시대가 2010년경 다가올 것이라고 생물학자들은 예측하고 있으며, 이에 따라, 값 싸게 개인유전체를 보급하려는 생명공학기업들의 경쟁이 치열하다.
한 한국인 유전체가 2008년 12월4일 최초로 공개 및 배포되었다.
개인유전체를 연구하는 유전체학의 한 분야를 개인유전체학이라고 한다.

## 같이 보기
- 유전체학
- 체학
- 단백체학
- 전사체학